# Суола (Мелдехсинский наслег)
Суола (якут. Суола) — село на левом берегу реки Суола в бывшем первом Мельжехсинском наслеге Мегино-Кангаласского улуса Якутии.

## История
С 2001 года село Суола было выделено в отдельный Мелдехсинский (Мельжехсинский) наслег и является его административным центром.

## География
Находится в 27 км к северо-востоку от бывшего центра улуса — села Майи (с 2007 года административный центр улуса — пгт. Нижний Бестях), расстояние до центра упразднённого Мельжехсинского наслега — села Хоробут (с 2001 года — центр Хоробутского наслега) составляет 14 км.

## Население
Население села по Всесоюзной переписи населения 1989 года было 400 чел., на 1 января 2001 года — 518 жителей.
| 2002 | 2010 | 2012 | 2013 | 2014 | 2015 | 2016 |
| ---- | ---- | ---- | ---- | ---- | ---- | ---- |
| 515  | ↘505 | ↘487 | ↘475 | ↘439 | ↗451 | ↗459 |
| 2017 | 2018 | 2019 | 2020 | 2021 |      |      |
| →459 | ↗473 | ↗481 | ↗487 | ↘482 |      |      |

## Инфраструктура
Экономика
Мясо-молочное животноводство, возделывание зерновых культур.
Социально значимые объекты
В селе есть Мельжехсинская агрошкола. Школа существует с 1907 года, в 1939—1958 гг. — семилетняя школа, в 1958—1978 гг. — начальная школа, в 1978—1996 гг. — восьмилетняя школа, с 1996 г. — средняя общеобразовательная школа, с 2005 г. агрошкола), Суола-Мельжехсинский фельдшерско-акушерский пункт и клуб. административный центр, почтовое отделение.
Достопримечательности
В настоящее время в селе находятся памятники призывникам во Великую Отечественную войну (в центре села и у речки).